# 효자 임양문 정려
효자 임양문 정려(孝子 林養文 旌閭)는 세종특별자치시 용호동에 있는 정려이다. 2014년 9월 30일 세종특별자치시의 향토문화유산 제5호로 지정되었다.

## 개요
효자 임양문 정려(孝子 林養文 旌閭)는 조선시대 효자 임양문(林養文, 1744~1810)의 효행(孝行)을 세상에 널리 알려 칭찬하고 기억하기 위해 나라에서 하사한 명정(銘旌)을 현판(懸板)으로 걸어놓은 정문(旌門)이다.
임양문은 부안임씨(扶安林氏)로 연기지역의 입향조(入鄕祖)인 임난수(林蘭秀, 1342~1407)의 후손이다. 임난수는 고려 말에 최영(崔瑩, 1316~1388) 장군과 함께 1374년 탐라(耽羅)에서 일어난 목호(牧胡)의 난(亂)을 평정하는데 공을 세운 장군으로, 고려가 멸망하자 충청남도 공주목 삼기촌(현재 세종특별자치시 세종리)에 내려와 여생을 보냈다. 조선의 태조(太祖) 이성계(李成桂, 1335~1408)가 벼슬을 주며 여러 번 청했으나 고려에 대한 충절(忠節)을 지켰다고 한다. 세종특별자치시에는 그가 심었다는 ‘연기 세종리 은행나무(세종특별자치시 기념물 제8호)’와 장군의 충절을 기리며 그의 아들이 지었다는 ‘나성 독락정(세종특별자치시 문화재자료 제8호)’ 등이 있다.
임양문은 어려서부터 성품이 바르고 온순했을 뿐만 아니라 효심이 깊었으며, 장성해서도 문안(問安)을 거르지 않았다고 한다. 아버지가 병으로 위중(危重)해지자 잠시도 그 곁을 떠나지 않았고 아버지의 대변을 맛보아 병세를 알아보았으며, 산삼이 병환에 좋다는 말에 한겨울에도 산속을 뒤져 산삼을 구해드렸다. 그가 50이 넘은 나이에 어머니가 병환으로 자리에 누웠을 때는 집안과 마을의 대소사(大小事)를 한글로 적어 보여드리고 어린아이처럼 재롱을 부려 기쁘게 해드렸다. 부모님이 돌아가실 때마다 3년간 움막을 짓고 살면서 무덤 곁을 지켰는데 그 때 지팡이로 짚고 다닌 자리가 길이 되고 무릎을 꿇던 자리는 구덩이가 되었으며, 흘린 눈물에 나무가 말라 죽었다는 이야기도 있다.
임양문의 효행에 대해 지역의 유림(儒林)들이 여러 차례 글을 올려 1904년(고종 41)에 명정을 받고 정문을 세웠다. 내부에는 임양문의 현판과 1937년에 작성된 임양문의 행적과 정문이 세워질 당시의 기록이 남아있다.

## 현지 안내문
공은 효성이 지극하기로 이름이 났다.
가난한 가정에서 태어나 양친을 모시고 어렵게 살아오던 중 갑자기 부친께서 득병하여 중태에 빠지게 되자 엄동설한에도 산약을 캐어드려 연명케하였으나 불행히도 모친마저 연로하여 자리에 눕게되자 부모곁을 떠나지 않고 상분단지로 봉양 간호하였으나 정성드린보람없이 끝내 돌아가심에 묘하에 여막을 짓고 눈물로 3년을 지냈다. 그후 그의 효성이 조정에까지 알게되자 고종께서 1904년에 명정을 내리시어 정문을 건립하여 그의 효성을 교훈으로 삼고 있다.